# Orde van Verdienste (Jamaica)

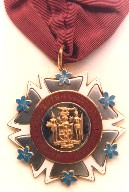
Orde van Verdienste

De Orde van Verdienste van Jamaica is een in 1968 ingestelde ridderorde van dat koninkrijk.
De orde heeft geen Grootmeester of Soeverein maar de Gouverneur-generaal, ambtshalve kanselier van de orde, verleent haar op voordracht van de premier. De oude Britse ridderorden werden sinds 1969 niet meer op Jamaica verleend en deze onderscheiding is het equivalent van een onderscheiding waarbij men geridderd wordt en zich dus "Sir" of "Dame" mocht noemen.
Net als de exclusieve Britse Orde van Verdienste wordt ook deze onderscheiding vooral aan wetenschappers, schrijvers en beeldend kunstenaars verleend.
De vijftien dragers gebruiken het predicaat The Honourable en plaatsen de letters "OM", of bij de honorair benoemde vreemdelingen, "OM(Hon)" achter hun naam. Het motto van de orde is "He that does the truth comes into the light".
De in Nederland bekende dragers van deze onderscheiding zijn de acteur en zanger Jimmy Cliff en de zanger Bob Marley die vlak voor zijn vroege dood in 1981 in de Orde van Verdienste werd opgenomen.
De versierselen van de orde
De onderscheiding, een gouden kruis met zes rode armen met witte biezen en 12 punten wordt aan een donkerrood lint om de hals gedragen. In het zwarte medaillon staat het gouden wapen van Jamaica en op de donkerrode ring daaromheen staat het motto in gouden letters. Op elke arm is een groene ster geplaatst en er is geen verhoging.

Het lint en de baton zijn donkerrood.